# Gimnàstica als Jocs Olímpics d'Estiu de 1912 - concurs per equips, sistema lliure
El concurs per equips, sistema lliure va ser una de les quatre proves de gimnàstica artística que es van disputar als Jocs Olímpics d'Estocolm de 1912. La prova tingué lloc el 10 de juliol de 1912 i hi van prendre part 101 gimnastes de 5 nacions diferents. La competició es va celebrar a l'Estadi Olímpic d'Estocolm.

## Medallistes
| Or      | Plata     | Bronze    |
| Noruega | Finlàndia | Dinamarca |

## Format de la competició
Els equips estaven formats per entre 16 i 40 gimnastes, que executaven els exercicis de manera simultània. El límit de temps era d'una hora per equip, incloent la rutina d'entrada i sortida. Cinc jutges eren els encarregats de puntuar les proves dels exercicis lliures.

## Classificació final
Tres jutges van donar la primera posició a Noruega, mentre un la va donar a Dinamarca i Finlàndia. Alemanya fou puntuat rere Luxemburg per quatre jutges i sols l'alemany li donà més punts que a Luxemburg, però això fou suficient perquè l'equip alemany els superés en la classificació.

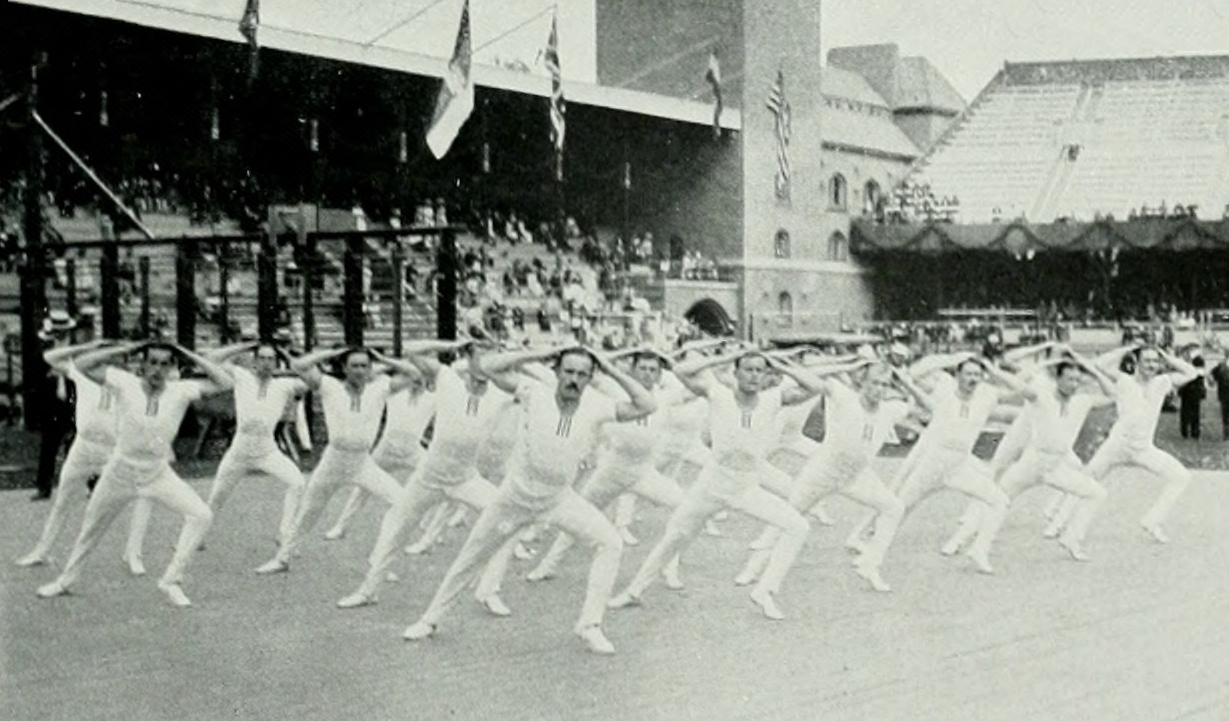
Equip noruec, vencedor de la medalla d'or.

| Pos.   | Nació     | Gimnastes | Clod-Hansen | Allum | Wilskman | Syson | Wagner | Punts totals | Mitjana |
| ------ | --------- | --- | ----------- | ----- | -------- | ----- | ------ | ------------ | ------- |
| Or     | Noruega   | Isak Abrahamsen, Hans Beyer, Hartmann Bjørnsen, Alfred Engelsen, Bjarne Johnsen, Sigurd Jørgensen, Knud Leonard Knudsen, Alf Lie, Rolf Lie, Tor Lund, Petter Martinsen, Per Mathiesen, Jacob Opdahl, Nils Opdahl, Bjarne Pettersen, Frithjof Sælen, Øistein Schirmer, Georg Selenius, Sigvard Sivertsen, Robert Sjursen, Einar Strøm, Gabriel Thorstensen, Thomas Thorstensen, Nils Voss | 20          | 24    | 22       | 23.25 | 25     | 114.25       | 22.85   |
| Plata  | Finlàndia | Kaarlo Ekholm, Eino Forsström, Eero Hyvärinen, Mikko Hyvärinen, Tauno Ilmoniemi, Ilmari Keinänen, Jalmari Kivenheimo, Karl Lund, Aarne Pelkonen, Ilmari Pernaja, Arvid Rydman, Eino Saastamoinen, Aarne Salovaara, Heikki Sammallahti, Hannes Sirola, Klaus Suomela, Lauri Tanner, Väinö Tiiri, Kaarlo Vähämäki, Kaarlo Vasama                                                           | 20          | 20    | 23       | 22.25 | 24     | 109.25       | 21.85   |
| Bronze | Dinamarca | Axel Andersen, Hjalmart Andersen, Halvor Birch, Wilhelm Grimmelmann, Arvor Hansen, Christian Hansen, Marius Hansen, Charles Jensen, Hjalmar Johansen, Poul Preben Jørgensen, Carl Krebs, Vigo Meulengracht Madsen, Lukas Nielsen, Rikard Nordstrøm, Steen Olsen, Oluf Olsson, Carl Pedersen, Oluf Pedersen, Niels Petersen, Christian Svendsen                                           | 23          | 19    | 21.5     | 20.75 | 22     | 106.25       | 21.25   |
| 4      | Alemanya  | Wilhelm Brülle, Erwin Buder, Walter Engelmann, Arno Glockauer, Walter Jesinghaus, Karl Jordan, Rudolf Körner, Heinrich Pahner, Kurt Reichenbach, Johannes Reuschle, Karl Richter, Hans Roth, Adolf Seebaß, Eberhard Sorge, Alexander Sperling, Alfred Staats, Hans Werner, Erich Worm | 18          | 12    | 14       | 16.25 | 24     | 84.25        | 16.85   |
| 5      | Luxemburg | Nic Adam, Charles Behm, André Bordang, Jean-Pierre Frantzen, Michel Hemmerling, François Hentges, Pierre Hentges, Jean-Baptiste Horn, Nicolas Kannive, Émile Knepper, Nic Kummer, Marcel Langsam, Émile Lanners, Maurice Palgen, Jean-Pierre Thommes, François Wagner, Antoine Wehrer, Ferd Wirtz, Jos Zuang                                                                             | 19          | 15.5  | 18       | 17    | 12     | 81.50        | 16.30   |